# Mohcine Laafafra
Mohcine Laafafra (arab. محسن العفافرة, ur. 14 października 1987 w Al-Chamisat) – marokański piłkarz, grający jako środkowy obrońca.

## Klub

### Początki
Zaczynał karierę w Ittihad Khémisset, gdzie jako junior grał do 2005 roku. Następnie przebił się do pierwszej drużyny.

### Moghreb Tétouan
1 lipca 2010 roku został zawodnikiem Moghreb Tétouan.

### Chabab Rif Al Hoceima
1 lipca 2011 roku został zawodnikiem Chabab Rif Al Hoceima. W tym zespole zadebiutował 25 sierpnia 2011 roku w meczu przeciwko FAR Rabat (0:0). Zagrał cały mecz. Pierwszego gola strzelił 17 września 2011 roku w meczu przeciwko CODM Meknès (1:0). Do siatki trafił w 82. minucie. Łącznie wystąpił w 12 meczach i strzelił jednego gola.

### Olympic Safi
1 lipca 2012 roku podpisał kontrakt z Olympic Safi. W tym zespole zadebiutował 21 września 2012 roku w meczu przeciwko FUS Rabat (1:1). W debiucie asystował – przy golu Abderrazaka Hamdallaha w 76. minucie. Pierwszą bramkę strzelił 22 grudnia 2012 roku w meczu przeciwko Wydad Casablanca (porażka 4:1). Do siatki trafił w 16. minucie. Łącznie zagrał 33 mecze, miał gola i asystę.
1 lipca 2014 roku zakończył karierę.